# 아르간수엘라-플라네타리오역
아르간수엘라-플라네타리오 역(스페인어: Arganzuela-Planetario)은 마드리드 지하철 6호선의 역이다. 마드리드 아르간수엘라 구 로스메탈레스 지역에 위치해 있다. 요금구역상으로는 A구역에 속한다.

## 역사
아르간수엘라-플라네타리오 역은 원래는 6호선에 없었으나 나중에 신설된 역이다. 본래 공업지역이던 주변 지역이 조금씩 주택가로 변모하면서 인구가 증가한 데 반면, 멘데스 알바로 역과 레가스피 역 사이에는 긴 터널만 이어져 있어 지하철 접근성이 불편하다는 것이 이 역을 만들게 된 계기였다.
기존에 있던 순환선에 역을 새로 추가하는 것이었으므로 역 공사는 바로 진행할 수 있는 것부터 조금씩 진행되었다. 이후 2006년 여름에 해당 구간의 운행을 일시 중단하고 본격적인 공사에 들어갔으며, 2006년 12월에 마무리되었다. 공사에 들어간 예산은 5100만 유로에 달했다.
2007년 1월 26일 아르간수엘라-플라네타리오란 역명을 달고 영업에 들어갔다. '아르간수엘라'는 역이 위치한 구 이름이었고, '플라네타리오'는 역 주변에 있는 마드리드 천체투영관 (Planetario de Madrid)에서 따온 것이었다.

## 환승 정보
이 역과 환승되는 시내버스 노선은 없다.
지하철
| 마드리드 지하철 | 마드리드 지하철       | 마드리드 지하철      |
| --------------- | --------------------- | -------------------- |
| 레가스피 순환선 | 마드리드 지하철 6호선 | 멘데스 알바로 순환선 |